# Aconaemys
Aconaemys är ett släkte med gnagare i familjen buskråttor som förekommer i Sydamerika och omfattar tre arter.

## Systematik och Utbredning
Utbredningsområdet sträcker sig över Argentinas centrala västra delar samt Chile, där de förekommer i bergstrakter lite över 2 000 meter samt längs kustlinjen. 

### Arter
- Aconaemys fuscus – lever i Anderna i västra centrala Argentina och Chile mellan 33:e och 41.e södra breddgraden
- Aconaemys porteri – betraktades tidigare och i vissa fall även idag som underart till A. fuscus, men taxonen skiljer sig bland annat i antalet kromosomer. A porteri förekommer i Región de Los Lagos i Chile samt i provinsen Neuquén i Argentina.
- Aconaemys sagei – är bara känd från ett mindre område i den argentinska provinsen Neuquén men finns troligen även i angränsande regioner.

## Utseende
Dessa gnagare liknar råttor till utseendet men är inte närmare släkt med dessa. Kroppen är robust och svansen kort. Pälsen har en brun eller svart färg och svansen har hos alla individer två färgar, ovansidans färg skiljer sig från undersidan. Kroppslängden ligger mellan 13,5 och 19 centimeter, svanslängden mellan 5 och 8 centimeter. Vikten varierar mellan 80 och 150 gram.
A. porteri skiljer sig från A. fuscus då dess päls är ulligare, men bådas päls är vanligen brun hela året. A. sagei är den minsta arten och når bara en maximal vikt på 110 gram. 

## Ekologi
Habitatet utgörs av gräsmarker och torra skogar. Liksom coruron gräver de gångar i jorden. Ofta skapar de komplexa tunnelsystem som ligger något under markytan. Systemet har flera utgångar som ovan jord vanligen är sammanlänkade genom stigar. Födan utgörs uteslutande av växtdelar. Aconaemys fuscus får två kullar per år med 2–5 ungar.

## Status och hot
IUCN listar A. fuscus som livskraftig (LC) och de andra två arterna med kunskapsbrist (DD).